# چی پوشیده بودی؟
چی پوشیده بودی؟ یک نمایشگاه هنری سیار آمریکایی است که توسط جن بروکمن و دکتر مری وایندت-هیبرت ایجاد شده است. این نمایشگاه لباس‌هایی را به تصویر می‌کشد که افراد ناشناس در زمان قربانی شدن در زمان تجاوز جنسی بر تن داشتند. این نمایشگاه برای نخستین بار در دانشگاه آرکانزاس در ۳۱ مارس ۲۰۱۴ به نمایش درآمد. این نمایشگاه از شعری به نام «چه لباسی بر تن داشتم» نوشته‌ی دکتر مری سیممرلینگ الهام گرفته است. هدف این نمایشگاه، که مجموعه‌ای از ۴۰ دست لباس را به نمایش می‌گذارد، به چالش کشیدن این باور است که لباس‌های تحریک‌آمیز عامل حمله‌ی جنسی هستند، باوری کلیشه‌ای که برای سرزنش قربانیان استفاده می‌شود.

## الهام‌بخشی
هنرمندان جن بروکمن و دکتر مری وایندت-هیبرت هر دو از مدافعان حقوق بازماندگان خشونت جنسی و خشونت خانگی هستند. بروکمن مدیر مرکز پیشگیری و آموزش درباره‌ی حمله‌ی جنسی در دانشگاه کانزاس است، در حالی که وایندت-هیبرت به‌عنوان مدیر مرکز خشونت جنسی و روابط دانشگاه آرکانزاس فعالیت می‌کند. این مرکز پیش‌تر با نام «حمایت، آموزش، پشتیبانی و منابع در زمینه‌ی حمله‌ی جنسی و خشونت در روابط» (STAR) شناخته می‌شد.
آن‌ها پس از خواندن شعر «چه لباسی بر تن داشتم» نوشته‌ی دکتر مری سیممرلینگ، که در ماه مه ۲۰۱۳ در کنفرانسی به میزبانی ائتلاف آرکانزاس علیه حمله‌ی جنسی ارائه شد، الهام گرفتند تا این نمایشگاه را خلق کنند. این شعر تجربه‌ی سیممرلینگ از تجاوز در تابستان ۱۹۸۷ را روایت می‌کند. او در شعر، لباسی را که هنگام حمله به تن داشت، توصیف کرده و توضیح می‌دهد که چرا آن را به‌وضوح به خاطر دارد. شعر با این جمله به پایان می‌رسد: «من همچنین به یاد دارم که او آن شب چه لباسی بر تن داشت، هرچند درست است که هیچ‌کس تاکنون این را از من نپرسیده است.» مدتی پس از خواندن این شعر، بروکمن و وایندت-هیبرت شروع به توسعه‌ی ایده‌های خود برای نمایشگاه کردند و در تابستان ۲۰۱۳ اجازه‌ی استفاده از شعر را از سیممرلینگ دریافت کردند.

## طراحی
این اثر هنری برای به چالش کشیدن این باور ایجاد شد که جلوگیری از حمله‌ی جنسی تنها بر عهده‌ی قربانی است. بروکمن در مصاحبه‌ای بیان کرد که هدف نمایشگاه این است که «امیدواریم افسانه‌ی اینکه اگر فقط از پوشیدن یک لباس خاص اجتناب کنیم، هرگز آسیب نخواهیم دید، یا اینکه می‌توانیم خشونت جنسی را صرفاً با تغییر لباس‌هایمان از بین ببریم، برملا شود.» او همچنین توضیح داد که امیدوار است بینندگان از عادی بودن لباس‌های به نمایش درآمده شگفت‌زده شوند و شباهت‌هایی بین این لباس‌ها و لباس‌های خود ببینند، تا در نتیجه بتوانند خود را در داستان‌های ارائه‌شده بازتاب دهند. انواع مختلفی از خشونت جنسی در این اثر هنری منعکس شده‌اند، از جمله تجاوز در قرار ملاقات، تجاوز به کودکان و تجاوز به مردان.
هدف هنرمندان تنها ایجاد تأثیر بر بینندگان نبود، بلکه می‌خواستند این اثر برای سایر بازماندگان نیز تسلی‌بخش باشد و به آن‌ها نشان دهند که انتخاب لباس‌هایشان دلیل وقوع این تجربه‌ی دردناک نبوده است. آن‌ها قصد داشتند با سایر قربانیان بالقوه همبستگی نشان دهند و امید داشتند که این افراد با دیدن داستان‌هایی مشابه داستان خود، درک کنند که مقصر نیستند.
بروکمن دیدگاه خود را این‌گونه خلاصه کرد: «توانایی یافتن آرامش برای بازماندگان و ایجاد لحظه‌ای از آگاهی برای جامعه، انگیزه‌ی واقعی این پروژه است.»
پس از دریافت اجازه‌ی استفاده از شعر سیممرلینگ، هنرمندان از دانشجویان دانشگاه آرکانزاس خواستند که تجربیات خود از حمله‌ی جنسی را به همراه توصیفی از لباسی که در آن زمان به تن داشتند، ارائه دهند. پس از انجام مصاحبه‌های شخصی، بروکمن و وایندت-هیبرت شروع به بازسازی لباس‌های توصیف‌شده کردند. آن‌ها از لباس‌های اهدایی فروشگاه خیریه Peace At Home Thrift Store در فایت‌ویل، آرکانزاس، برای این بازسازی‌ها استفاده کردند. در مجموع ۴۰ داستان و توصیف لباس جمع‌آوری شد، اما تعداد لباس‌های به نمایش درآمده در هر اجرا متفاوت است؛ به‌عنوان مثال، در نمایشگاه دانشگاه کانزاس تنها ۱۸ لباس استفاده شد.

## نمایشگاه
از زمان اولین نمایش خود در سال ۲۰۱۴ در دانشگاه آرکانزاس، این اثر هنری به دانشگاه‌های مختلف آمریکا منتقل شده است تا پیام خود را به دانشجویان دیگر نیز برساند. برای مثال، این نمایشگاه در سال ۲۰۱۸ در دانشگاه اوهایو برگزار شد. در هر دانشگاه، هیئتی از دانشجویانِ انجمن‌های دانشگاهی تصمیم می‌گیرند که کدام داستان‌ها به نمایش درآیند، و برخی از دانشجویان حتی لباس‌های خود را برای افزودن به این اثر اهدا می‌کنند.
این نمایشگاه همچنین الهام‌بخش آثار مشابهی شده است، از جمله «برهنه کردن صدایم»، اثری مشترک از نو نیکا اپس، معاون مدیر برنامه‌های شمولیت و ارزیابی در دفتر برابری و شمولیت دانشگاه ایالتی سام هیوستون، که در سال ۲۰۱۸ با همکاری برخی از دانشجویان این دانشگاه خلق شد.